# جورج ماسون (مهندس)
جورج ماسون (بالإنجليزية: George Mason)‏ هو مهندس أمريكي، ولد في 6 مايو 1890، وتوفي في 13 سبتمبر 1918.